# Cecelia Ahern
Cecelia Ahern (tiếng Ireland: Cecelia Ni hEachthairn, sinh ngày 30 tháng 9 năm 1981, tại Dublin, Ireland) là nhà văn người Ireland cũng đồng thời là con gái của cựu Tổng thống Ireland Bertie Ahern. Tác phẩm đầu tiên của cô là Ps. I love you được viết từ năm cô 14 tuổi, sau đó nó được tác giả viết tiếp khi cô 21 tuổi và xuất bản vào năm 2004. Quyển sách sau đó làm nên một cuộc chấn động, trong 19 tuần liên tiếp nó giữ vị trí best - seller tại Ireland và tác phẩm này đã làm nổi danh nữ tác giả Cecelia trên toàn thế giới. Có hơn 50 quốc gia đã đồng ý mua lại bản quyền của cuốn sách này và đề cử vào giải thưởng IMPAC - giải thưởng cao quý nhất của Ireland. Tại Đức, quyển truyện này là một trong các best-seller đã 52 tuần qua. Ps. I love you đã được Hãng phim Mỹ Warner Bros mua bản quyền chuyển thể thành kịch bản.
Ps. I love you nói về một người vợ góa trẻ hằng tháng cứ lần giở lại những lá thư cũ của chồng viết cho cô sau khi chồng mất. Những hồi tưởng của người vợ trẻ qua những bức thư, những sự quan tâm vô cùng lớn lao từ người chồng trước cả khi cô biết anh yêu cô đến mức nào. Người chồng đã từng bước dìu cô quay lại cuộc sống bằng chính những lá thư anh viết khi còn sống. Bằng chính tình yêu của anh, vẫn luôn dành cho cô. Tình yêu ấy đã chiến thắng cả thời gian, cái chết cũng như sự tuyệt vọng.

## Tác phẩm

### Tiểu thuyết
- Tái bút: Anh yêu em (P/S: I Love You - 2004)
- Nơi cuối cầu vồng (Where Rainbow End / Love, Rosie/ Rosie Dunne) - 2004)
- Nếu em thấy anh bây giờ (If You Could See Me Now - 2005)
- A Place Called Here (2006)
- Cảm ơn ký ức (Thank for the Memories - 2008)
- The Gift (Món quà bí ẩn) (2008)
- The Girl of Tomorrow / The Book of Tomorrow (2009)
- Irish Girls Are Back In Town
- A silver lining
- The book lovers' appreciation society
- There's No Place Like Here

### Truyện ngắn
- 24 Minutes (2004)
- Next Stop: Table For Two (2005)
- The Calling (2005)
- Mrs. Whippy (2006)
- The End (2006)

### Truyền hình
- Samantha Who?

## Phim phỏng theo tác phẩm

### P.S. I Love You (Tái bút: Anh yêu em)
- Đạo diễn: Richard LaGravenese
- Diễn viên: Hilary Swank, Gerard Butler
- Sản xuất: Wendy Finerman Productions
- Kịch bản: Richard LaGravenese, Steven Rogers
- Thể loại: Tâm lý
- Xuất bản: 2008
- Độ dài: 126 phút